# Вільярехо (Ла-Ріоха)
Вільярехо (ісп. Villarejo) — муніципалітет в Іспанії, у складі автономної спільноти Ла-Ріоха. Населення — 38 осіб (2009).
Муніципалітет розташований на відстані близько 230 км на північ від Мадрида, 38 км на захід від Логроньйо.

## Демографія
Динаміка населення (INE ):

## Галерея зображень

Розташування муніципалітету
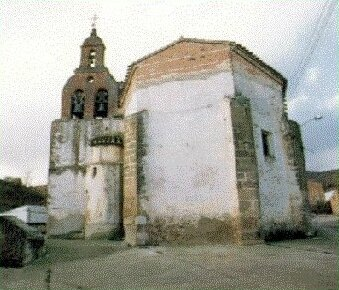
Парафіяльна церква Нуестра-Сеньйора-де-ла-Консепсьйон